# Дос Сантос, Анри Мариньо
Анри Мариньо дос Сантос (порт. Henri Marinho dos Santos); родился 19 февраля 2002 года, Арасатуба) — бразильский футболист, защитник клуба «Палмейрас». Выступает за американский «Норт Техас» на правах аренды.

## Клубная карьера
Анри — воспитанник клуба «Палмейрас». 24 апреля 2021 года в поединке Лиги Паулиста против «Гуарани» он дебютировал за основной состав.

## Международная карьера
В 2019 году в составе юношеской сборной Бразилии Анри принял участие в юношеском чемпионате Южной Амеркии в Перу. На турнире он сыграл в матчах против команд Парагвая, Уругвая, Колумбии и Аргентины. В том же году Анри выиграл домашний юношеский чемпионат мира. На турнире он сыграл в матче против Чили, Канады, Новой Зеландии, Анголы, Италии, Франции и Мексики. В поединке против колумбийцев Анри забил гол.

## Достижения
Международные
 Бразилия (до 17)
- Победитель юношеского чемпионата мира — 2019